# Гербы Крыма

Герб Крыма.

Список гербов муниципальных образований Республики Крым Российской Федерации.
На 1 января 2018 года в Республике Крым насчитывалось — 11 городских округа, 14 муниципальных районов, 4 городских поселения и 250 сельских поселений.
Севастополь не входит административно в состав Республики Крым, а является городом федерального значения.

## Гербы городских округов
| Герб | Наименование                           | Дата утверждения | Номер в ГГР |
| ---- | -------------------------------------- | ---------------- | ----------- |
|      | Герб городского округа Алушта          | 26 декабря 2001  |             |
|      | Герб городского округа Армянск         | 6 июня 2015      | 11149       |
|      | Герб городского округа Джанкой         | 30 марта 2007    |             |
|      | Герб городского округа Евпатория       | 20 июля 2018     | 11994       |
|      | Герб городского округа Керчь           | 20 июня 1996     |             |
|      | Герб городского округа Красноперекопск | 25 октября 2018  | 12113       |
|      | Герб городского округа Саки            | 29 апреля 2005   | 12643       |
|      | Герб городского округа Симферополь     | 2 апреля 2015    |             |
|      | Герб городского округа Судак           | 26 октября 2015  | 10744       |
|      | Герб городского округа Феодосия        | 29 апреля 2016   | 11003       |
|      | Герб городского округа Ялта            | 13 февраля 2015  |             |

## Гербы муниципальных районов
| Герб | Наименование                   | Дата утверждения | Номер в ГГР |
| ---- | ------------------------------ | ---------------- | ----------- |
|      | Герб Бахчисарайского района    | 25 мая 2017      | 11430       |
|      | Герб Белогорского района       | 26 мая 2017      | 11559       |
|      | Герб Джанкойского района       | 21 апреля 2005   |             |
|      | Герб Кировского района         | 11 августа 2017  | 11691       |
|      | Герб Красногвардейского района | 16 декабря 2020  | 13286       |
|      | Герб Красноперекопского района | 25 ноября 2016   | 11261       |
|      | Герб Ленинского района         | 7 апреля 2022    | 13932       |
|      | Герб Нижнегорского района      | 24 ноября 2022   |             |
|      | Герб Первомайского района      | 27 марта 2008    |             |
|      | Герб Раздольненского района    | 24 января 2017   |             |
|      | Герб Сакского района           | 22 сентября 2015 |             |
|      | Герб Симферопольского района   | 22 февраля 2023  |             |
|      | Герб Советского района         | 30 мая 2017      | 11552       |
|      | Герб Черноморского района      | 28 августа 2015  |             |

## Герб города Севастополь
| Герб | Наименование     | Дата утверждения | Номер в ГГР |
| ---- | ---------------- | ---------------- | ----------- |
|      | Герб Севастополя | 12 февраля 1969  |             |